# Buxtehuder Bulle
Der Buxtehuder Bulle ist ein renommierter Preis für Jugendliteratur, der 1971 von dem Buxtehuder Buchhändler Winfried Ziemann († 16. November 2010) initiiert wurde. 1981 ist die Trägerschaft auf die Hansestadt Buxtehude übergegangen. Der Preis wird einmal jährlich für das beste erzählende Jugendbuch des Vorjahres verliehen. Der mit 5000 Euro (Stand 2021 = für den Siegertitel 2020) dotierte Literaturpreis ist verbunden mit einer Stahlplastik in Form eines Bullen.
Vorbild für den Namen Buxtehuder Bulle ist der friedliebende Stier Ferdinand aus dem gleichnamigen Kinderbuch des US-amerikanischen Schriftstellers Munro Leaf.

## Vergabebedingungen
Die Preisträger werden von einer jährlich wechselnden Jury aus elf Jugendlichen (14–17 Jahre alt) und elf Erwachsenen ausgewählt. Bei den eingereichten Jugendbüchern „ab 14 Jahren“ handelt es sich meist um Vorschläge von Verlagen, obwohl auch Selbstbewerbungen möglich sind. Entscheidend für die Vergabe ist, dass die Bücher in deutscher Sprache (Original oder als Übersetzung) erschienen sind.

## Preisträger
- 2025 Maja Nielsen für Der Tunnelbauer
- 2024 Anja Reumschüssel für Über den Dächern von Jerusalem
- 2023 Jennifer Lynn Barnes für The Inheritance Games[2]
- 2022 Malene Sølvsten für Ansuz – Das Flüstern der Raben[3]
- 2021 Alan Gratz für Vor uns das Meer. Drei Jugendliche, drei Jahrzehnte, eine Hoffnung[4]
- 2020 Wendelin Van Draanen für Acht Wochen Wüste
- 2019 Amy Giles für Jetzt ist alles, was wir haben
- 2018 John Boyne für Der Junge auf dem Berg
- 2017 Tamara Ireland Stone für Mit anderen Worten: ich
- 2016 Victoria Aveyard für Die Farben des Blutes: Die rote Königin
- 2015 David Safier für 28 Tage lang
- 2014 Christine Fehér für Dann mach ich eben Schluss
- 2013 John Green für Das Schicksal ist ein mieser Verräter
- 2012 Lauren Oliver für Delirium
- 2011 Susan Beth Pfeffer für Die Welt, wie wir sie kannten
- 2010 Suzanne Collins für Die Tribute von Panem – Tödliche Spiele
- 2009 Markus Zusak für Die Bücherdiebin
- 2008 Anne C. Voorhoeve für Liverpool Street
- 2007 Stephenie Meyer für Bis(s) zum Morgengrauen
- 2006 Kevin Brooks für Lucas
- 2005 Rainer M. Schröder für Die Lagune der Galeeren
- 2004 Nancy Farmer für Das Skorpionenhaus
- 2003 Hanna Jansen für Über tausend Hügel wandere ich mit dir
- 2002 David Grossman für Wohin du mich führst
- 2001 Sherryl Jordan für Junipers Spiel
- 2000 John Marsden für Gegen jede Chance
- 1999 Andreas Steinhöfel für Die Mitte der Welt
- 1998 Ralf Isau für Das Museum der gestohlenen Erinnerungen
- 1997 Jostein Gaarder für Durch einen Spiegel, in einem dunklen Wort
- 1996 Tonke Dragt für Turmhoch und meilenweit
- 1995 Katarina von Bredow für Ludvig meine Liebe
- 1994 Klaus Kordon für Der erste Frühling
- 1993 Mecka Lind für Manchmal gehört mir die ganze Welt
- 1992 Ursula Wölfel für Ein Haus für alle
- 1991 Maria Seidemann für Rosalie
- 1990 Heidi Glade-Hassenmüller für Gute Nacht, Zuckerpüppchen
- 1989 Isolde Heyne für Sternschnuppenzeit
- 1988 James Watson für Hinter vorgehaltener Hand
- 1987 Joan Lingard für Über die Barrikaden
- 1986 Urs M. Fiechtner für Annas Geschichte
- 1985 Mildred D. Taylor für Donnergrollen hör mein Schrei’n [5]
- 1984 Gudrun Pausewang für Die letzten Kinder von Schewenborn
- 1983 Rudolf Frank für Der Junge, der seinen Geburtstag vergaß
- 1982 Myron Levoy für Der gelbe Vogel
- 1981 Hermann Vinke für Das kurze Leben der Sophie Scholl
- 1980 Michael Ende für Die unendliche Geschichte
- 1979 Leonie Ossowski für Stern ohne Himmel
- 1978 Gudrun Pausewang für Die Not der Familie Caldera
- 1977 Jaap ter Haar für Behalt das Leben lieb
- 1976 Johanna Reiss für Und im Fenster der Himmel
- 1975 Gail Graham für Zwischen den Feuern
- 1974 Tilman Röhrig für Thoms Bericht
- 1973 Cili Wethekam für Tignasse, Kind der Revolution
- 1972 Alexander Sutherland Neill für Die grüne Wolke

Die Jahreszahlen beziehen sich – abweichend von der offiziellen Angabe – auf das Jahr der Verleihung.

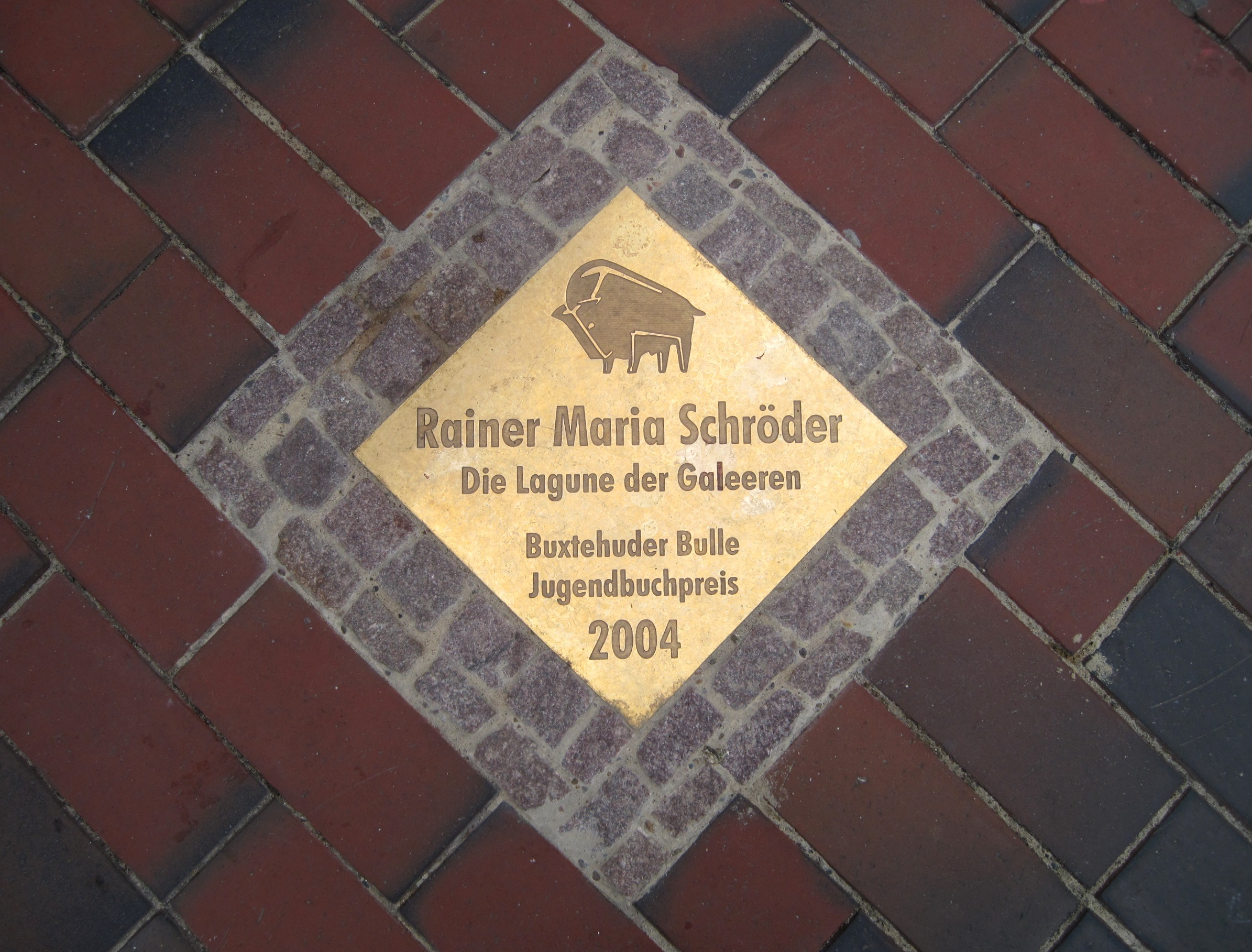
Buxtehuder BULLEvard: Messingplatte für Rainer M. Schröder

## Der Buxtehuder BULLEvard
Verteilt über folgende Straßen Buxtehudes sind für jeden Preisträger des Buxtehuder Bullen Messingplatten (40 cm × 40 cm) eingelassen: Hauptstraße (Bahnhofsnähe), Am Bundesbahnhof, Bahnhofstraße sowie in der zentralen Altstadt. Jede Platte ist mit dem Namen des Preisträgers, des Buchs und dem Veröffentlichungsjahr versehen.

## Buxtehuder Kälbchen
2005 wurde erstmals in Anlehnung an den Buxtehuder Bullen das „Buxtehuder Kälbchen“ verliehen, ein Preis für das beste Bilderbuch des Jahres. Es ging an Birte Müller für ihr Buch Fritz Frosch. Ausgewählt wurde es in einer Aktion, bei der Rucksackbibliotheken gepackt und in den Kindergärten Buxtehudes den Kindern vorgestellt wurden, die daraus ihr liebstes Buch auswählten.
Das 2006 im Patmos Verlag erschienene Bilderbuch Lieselotte lauert von Alexander Steffensmeier ist im Mai 2007 zum beliebtesten Bilderbuch der Buxtehuder Rucksackbibliothek gewählt worden und erhält das „Buxtehuder Kälbchen“. Drei Rucksackbibliotheken tourten wieder durch 18 Buxtehuder Kindergärten und Kindertagesstätten. Die Kinder beschäftigten sich dort jeweils über mehrere Wochen mit den Büchern, brachten den Rucksack dann zur nächsten Einrichtung und stellten dort ihr Lieblingsbuch vor.

### Übersicht der Preisträger
Der Preis wird seit 2005 alle zwei Jahre verliehen.
| Jahr | Titel                                               | Autor                   | Illustrator     | Verlag                   |
| ---- | --------------------------------------------------- | ----------------------- | --------------- | ------------------------ |
| 2005 | Fritz Frosch                                        | Birte Müller            | Bruno Hächler   | Neugebauer               |
| 2007 | Lieselotte lauert                                   | Alexander Steffensmeier | —               | Sauerländer              |
| 2009 | Verflixt, hier stimmt was nicht                     | Barbara Scholz          | —               | Thienemann               |
| 2011 | Frech wie Oskar                                     | Gaby Scholz             | Imke Sönnichsen | Ravensburger Verlag      |
| 2013 | Superwurm                                           | Axel Scheffler          | Julia Donaldson | Beltz GmbH, Julius       |
| 2015 | Post für Hermann                                    | Tom Percival            | —               | ars Edition              |
| 2017 | Igel Ignatz und das Möp. Wo kommen wir denn da hin? | Dirk Hennig             | —               | Arena Verlag             |
| 2019 | Kleiner Drache – große Wut                          | Robert Starling         | —               | Esslinger Verlag         |
| 2021 | Lotti kann nicht pupsen                             | Elke Satzger            | Jann Wienekamp  | Ueberreuter Verlag       |
| 2023 | Zum Gefurztag viel Glück                            | Martin Fuchs            | Marina Halak    | Annette Betz/Ueberreuter |